# Liste der Départements in Kamerun

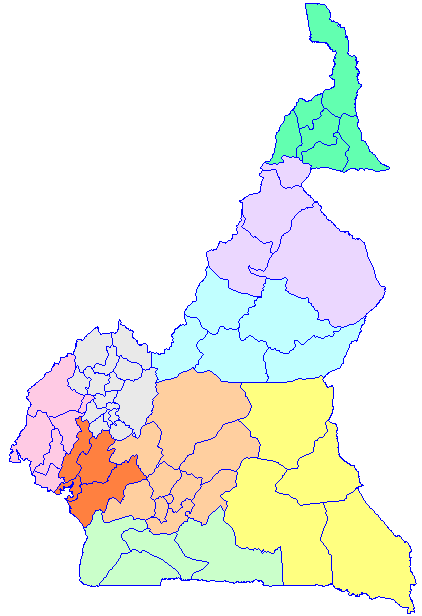
Gliederung der Regionen in Departements

Dies ist eine Liste der Départements in Kamerun. Das Zentralafrikanische Land ist in 10 Regionen unterteilt. Diese gliedern sich in 58 Départements (Stand 2018). Weiter werden diese wiederum in insgesamt in 360 Arrondissements oder Communes und 14 Communautés Urbaines aufgeteilt:
|     | Franz. Name  | Départements | Arrondissements/Communes | Communautés Urbaines |
| --- | ------------ | ------------ | ------------------------ | -------------------- |
| 1.  | Adamaoua     | 5            | 21                       | 1                    |
| 2.  | Centre       | 10           | 70                       | 1                    |
| 3.  | Est          | 4            | 33                       | 1                    |
| 4.  | Extrême-Nord | 6            | 47                       | 1                    |
| 5.  | Littoral     | 4            | 34                       | 3                    |
| 6.  | Nord         | 4            | 21                       | 1                    |
| 7.  | Nord-Ouest   | 7            | 34                       | 1                    |
| 8.  | Sud          | 8            | 40                       | 1                    |
| 9.  | Sud-Ouest    | 4            | 29                       | 2                    |
| 10. | Ouest        | 6            | 31                       | 2                    |
|     |              | 58           | 360                      | 14                   |

Hier aufgelistet sind die Regionen mit ihren Départements, den dazugehörigen Hauptstädten, der Fläche und der Bevölkerung bei der letzten Volkszählung 2005.

## RegionAdamaoua

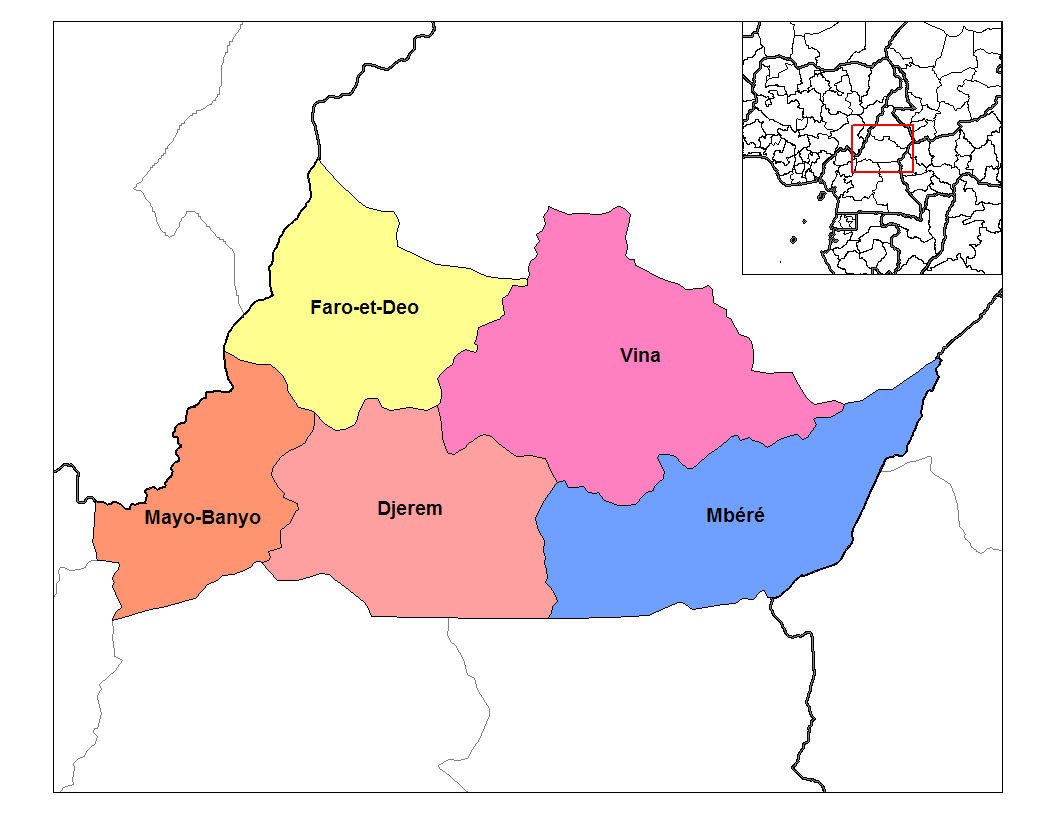
Départements der Region Adamaoua

| Département | Hauptstadt | Einwohner 2005 | Fläche in [km²] | Bevölkerungsdichte 2005 [Einwohner/km²] |
| ----------- | ---------- | -------------- | --------------- | --------------------------------------- |
| Djérem      | Tibati     | 124.948        | 13.283          | 9                                       |
| Faro-et-Déo | Tignère    | 82.717         | 10.435          | 8                                       |
| Mayo-Banyo  | Banyo      | 187.066        | 8520            | 22                                      |
| Mbéré       | Meiganga   | 171.670        | 14.267          | 12                                      |
| Vina        | Ngaoundéré | 317.888        | 17.196          | 18                                      |
| Gesamt      |            | 884.289        | 63.701          | 14                                      |

## RegionCentre

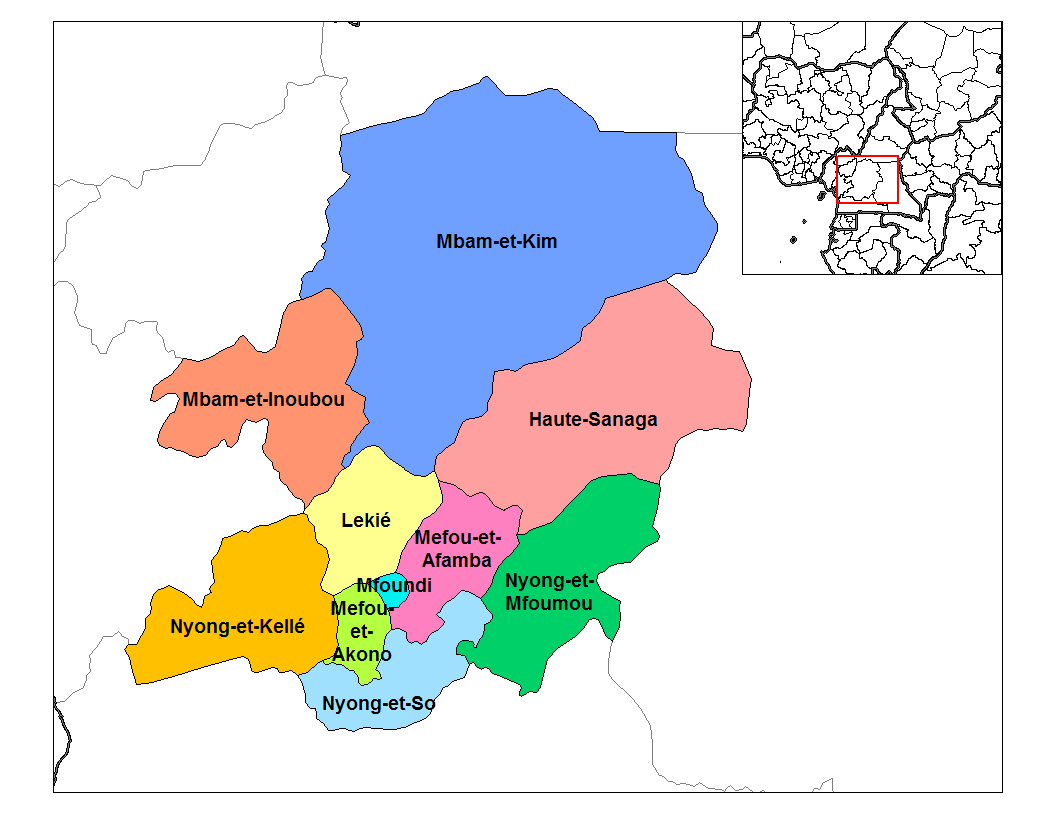
Départements der Region Zentrum

| Département      | Hauptstadt  | Einwohner 2005 | Fläche in [km²] | Bevölkerungsdichte 2005 [Einwohner/km²] |
| ---------------- | ----------- | -------------- | --------------- | --------------------------------------- |
| Haute-Sanaga     | Nanga-Eboko | 100.352        | 11.854          | 8                                       |
| Lekié            | Monatélé    | 286.050        | 2989            | 96                                      |
| Mfoundi          | Jaunde      | 1.881.876      | 297             | 6336                                    |
| Mbam-et-Inoubou  | Bafia       | 188.927        | 7125            | 27                                      |
| Mbam-et-Kim      | Ntui        | 105.511        | 25.906          | 4                                       |
| Méfou-et-Afamba  | Mfou        | 126.025        | 3338            | 38                                      |
| Méfou-et-Akono   | Ngoumou     | 59.017         | 1329            | 44                                      |
| Nyong-et-Kéllé   | Éséka       | 129.819        | 6362            | 20                                      |
| Nyong-et-Mfoumou | Akonolinga  | 104.507        | 6172            | 17                                      |
| Nyong-et-So’o    | Mbalmayo    | 115.960        | 3581            | 32                                      |
| Gesamt           |             | 3.098.044      | 68.953          | 60                                      |

## RegionEst

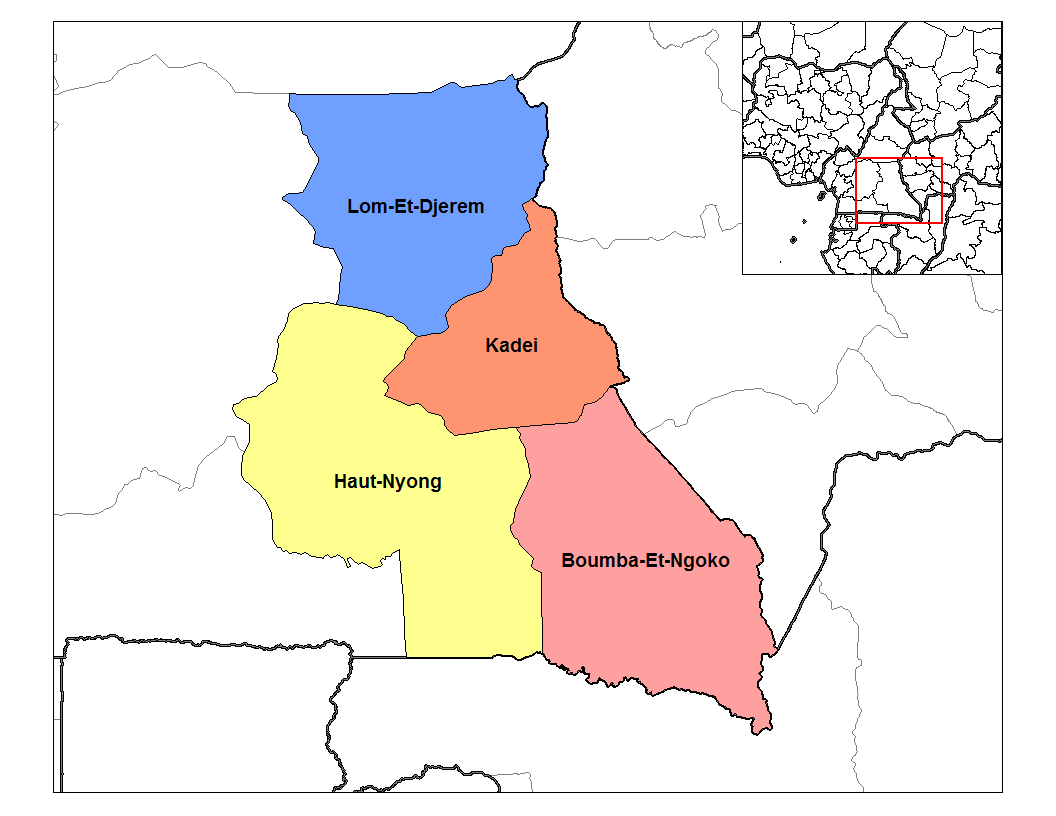
Départements der Region Ost

| Département     | Hauptstadt  | Einwohner 2005 | Fläche in [km²] | Bevölkerungsdichte 2005 [Einwohner/km²] |
| --------------- | ----------- | -------------- | --------------- | --------------------------------------- |
| Boumba-et-Ngoko | Yokadouma   | 115.354        | 30.389          | 4                                       |
| Haut-Nyong      | Abong-Mbang | 196.519        | 36.384          | 5                                       |
| Kadey           | Batouri     | 184.098        | 15.884          | 12                                      |
| Lom-et-Djérem   | Bertua      | 275.784        | 26.345          | 10                                      |
| Gesamt          |             | 771.755        | 109.002         | 8                                       |

## RegionExtrême-Nord

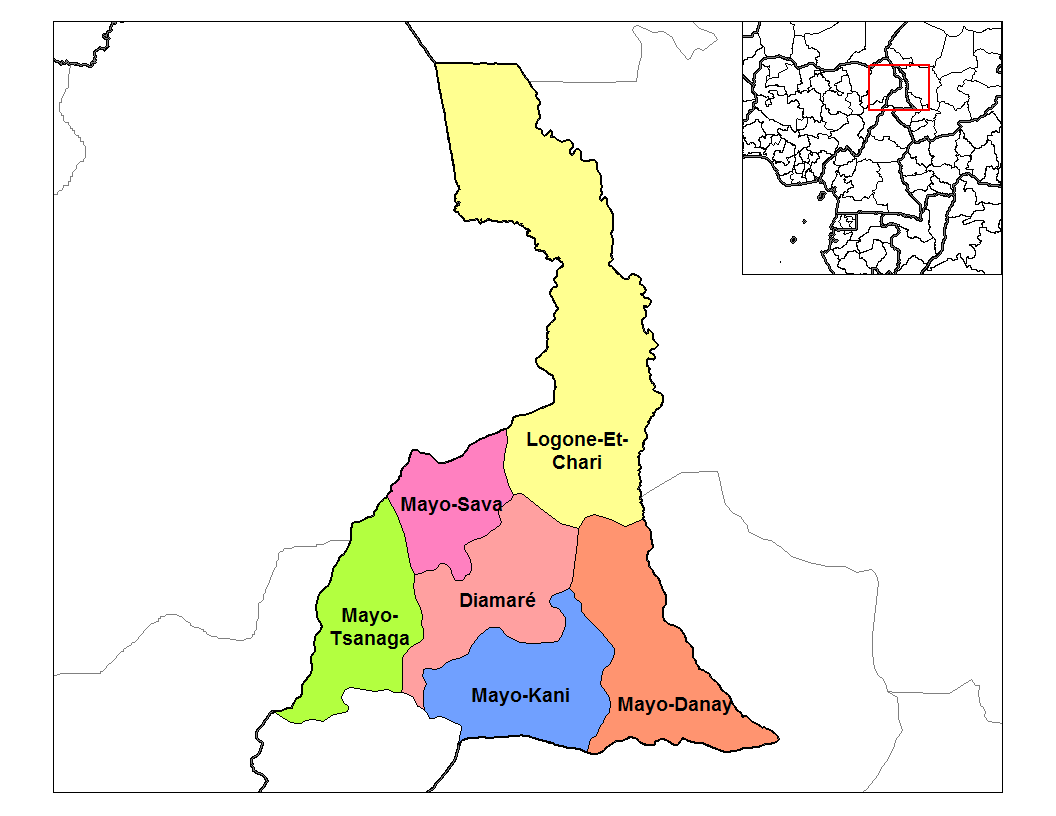
Départements im Hohen Norden Kameruns

| Département     | Hauptstadt | Einwohner 2005 | Fläche in [km²] | Bevölkerungsdichte 2005 [Einwohner/km²] |
| --------------- | ---------- | -------------- | --------------- | --------------------------------------- |
| Diamaré         | Maroua     | 642.227        | 4665            | 138                                     |
| Mayo-Kani       | Kaélé      | 404.646        | 5033            | 80                                      |
| Logone-et-Chari | Kusseri    | 486.997        | 12.133          | 40                                      |
| Mayo-Danay      | Yagoua     | 529.061        | 5303            | 100                                     |
| Mayo-Sava       | Mora       | 348.890        | 2736            | 128                                     |
| Mayo-Tsanaga    | Mokolo     | 699.971        | 4393            | 159                                     |
| Gesamt          |            | 3.111.792      | 34.263          | 117                                     |

## RegionLittoral

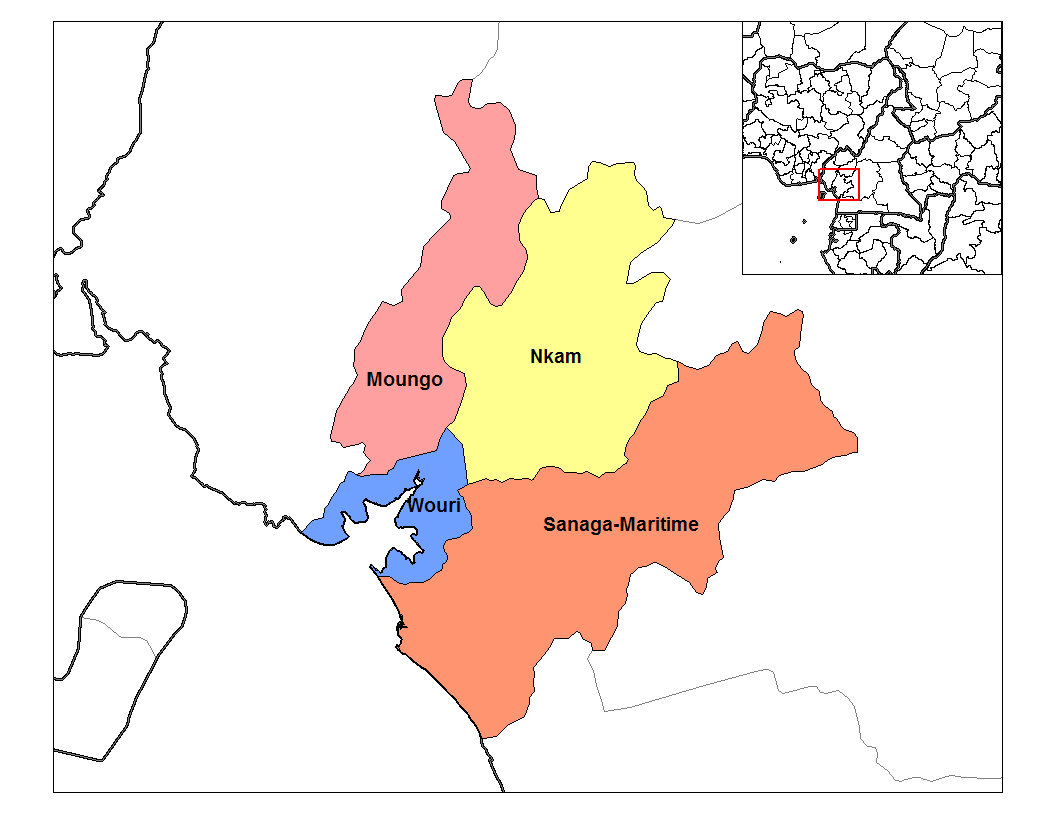
Départements der Küstenregion

| Département     | Hauptstadt | Einwohner 2005 | Fläche in [km²] | Bevölkerungsdichte 2005 [Einwohner/km²] |
| --------------- | ---------- | -------------- | --------------- | --------------------------------------- |
| Moungo          | Nkongsamba | 379.241        | 3723            | 102                                     |
| Nkam            | Yabassi    | 36.730         | 6291            | 6                                       |
| Sanaga-Maritime | Edéa       | 162.315        | 9311            | 17                                      |
| Wouri           | Douala     | 1.931.977      | 923             | 2093                                    |
| Gesamt          |            | 2.510.263      | 20.248          | 166                                     |

## RegionNord

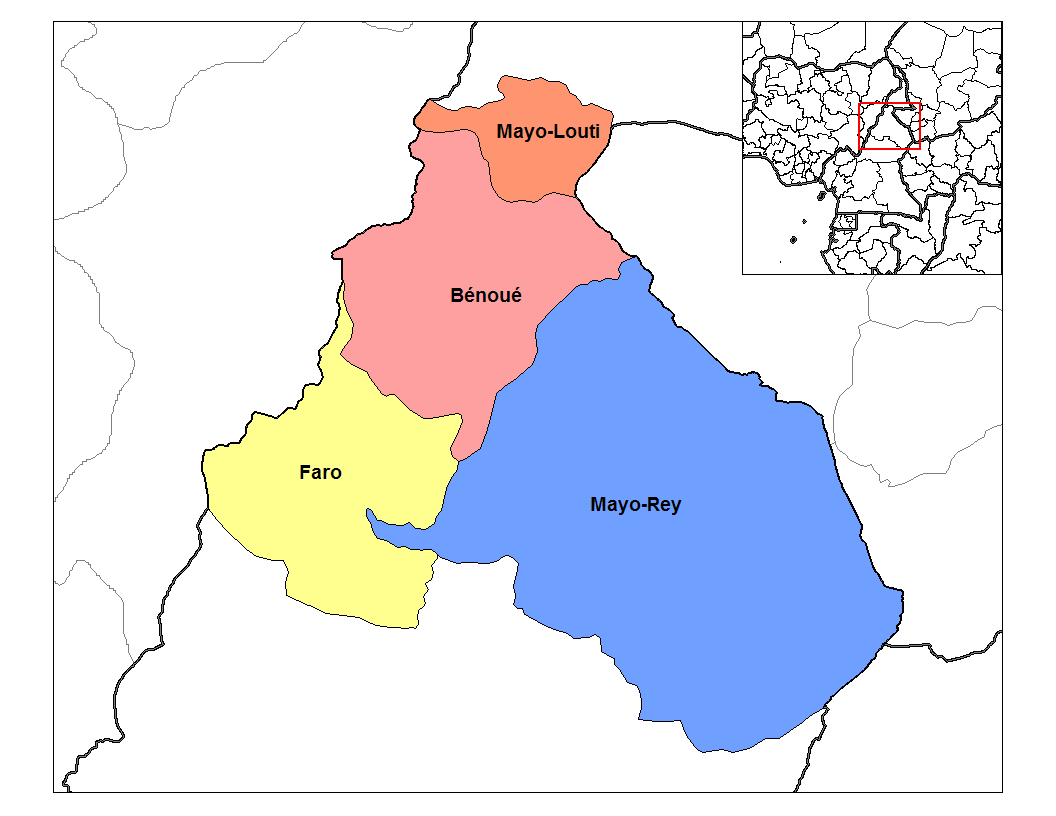
Départements der Region Nord

| Département | Hauptstadt | Bevölkerung 2005 | Fläche in [km²] | Bevölkerungsdichte 2005 [Einwohner/km²] |
| ----------- | ---------- | ---------------- | --------------- | --------------------------------------- |
| Bénoué      | Garoua     | 851.955          | 13.614          | 63                                      |
| Faro        | Poli       | 69.477           | 11.785          | 6                                       |
| Mayo-Rey    | Tcholliré  | 375.201          | 36.529          | 10                                      |
| Mayo-Louti  | Guider     | 391.326          | 4162            | 94                                      |
| Gesamt      |            | 1.687.959        | 66.090          | 37                                      |

## RegionNord-Ouest

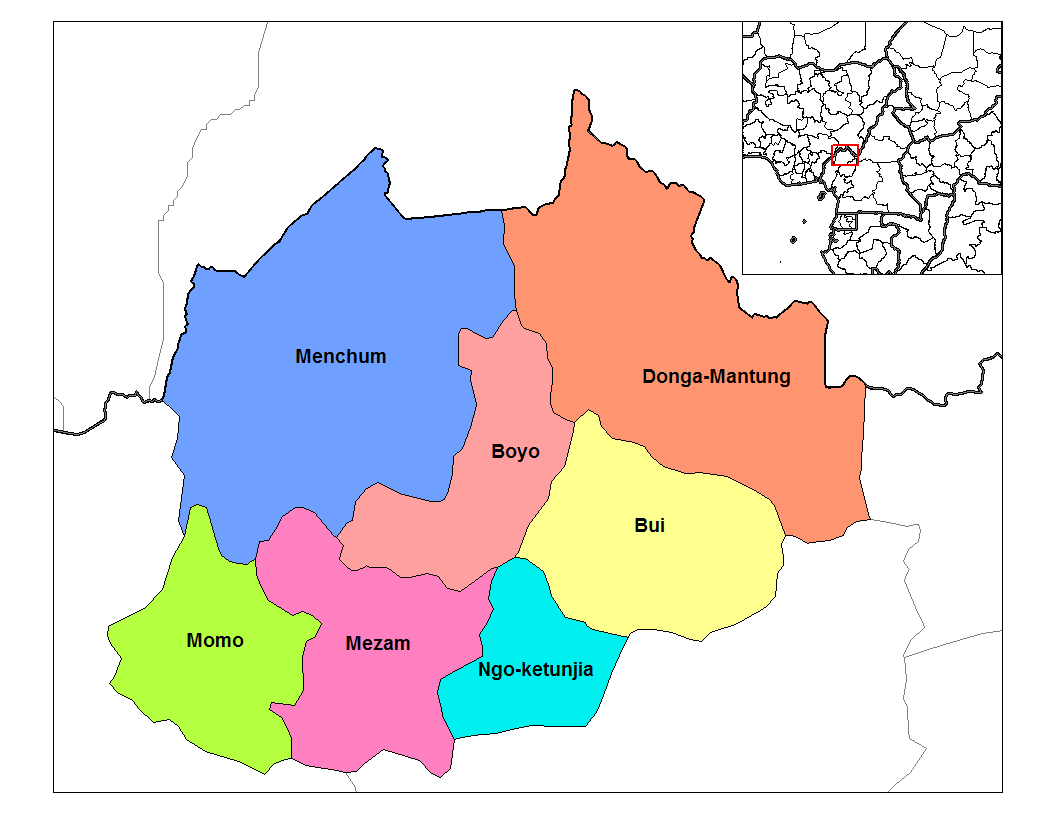
Départements von Nordwest

| Département   | Hauptstadt | Einwohner 2005 | Fläche in [km²] | Bevölkerungsdichte 2005 [Einwohner/km²] |
| ------------- | ---------- | -------------- | --------------- | --------------------------------------- |
| Boyo          | Fundong    | 124.887        | 1592            | 78                                      |
| Bui           | Kumbo      | 321.969        | 2297            | 140                                     |
| Donga-Mantung | Nkambé     | 269.931        | 4279            | 63                                      |
| Menchum       | Wum        | 39.100         | 301             | 130                                     |
| Mezam         | Bamenda    | 524.127        | 1745            | 300                                     |
| Momo          | Mbengwi    | 138.693        | 1792            | 77                                      |
| Ngo-Ketunjia  | Ndop       | 187.348        | 1126            | 166                                     |
| Gesamt        |            | 1.728.953      | 17.300          | 166                                     |

## RegionOuest

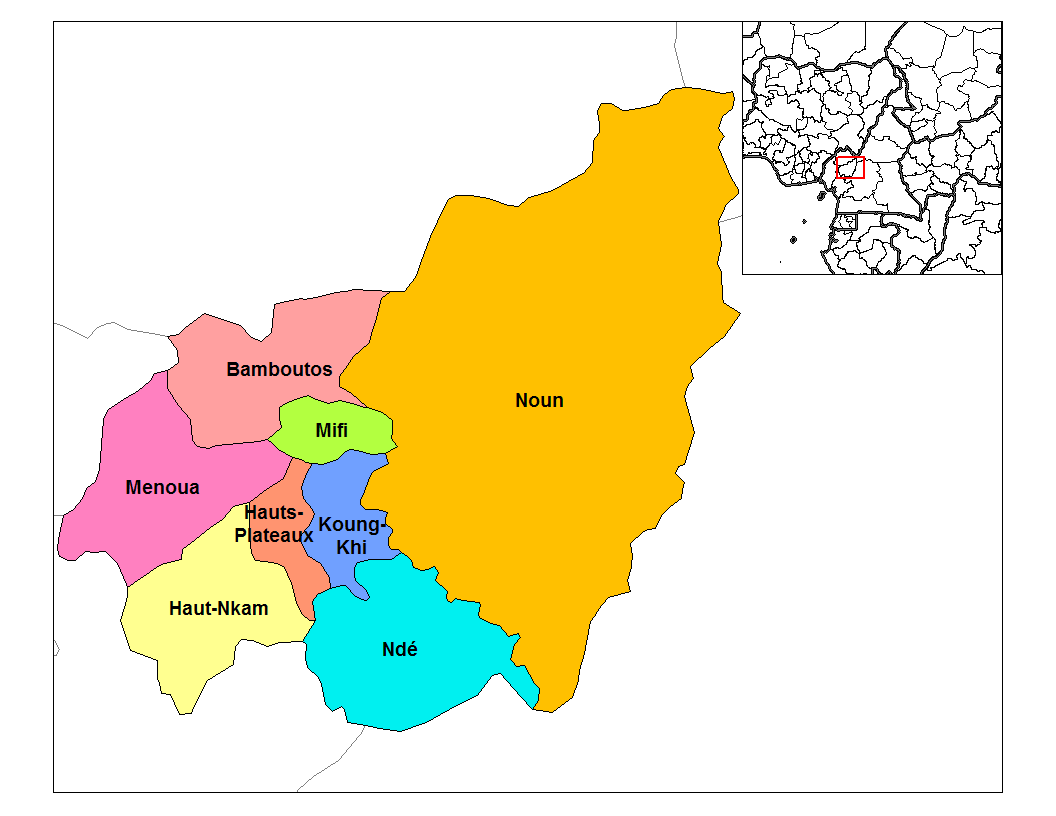
Départements der Region West

| Département    | Hauptstadt | Einwohner 2005 | Fläche in [km²] | Bevölkerungsdichte 2005 [Einwohner/km²] |
| -------------- | ---------- | -------------- | --------------- | --------------------------------------- |
| Bamboutos      | Mbouda     | 292.410        | 1173            | 249                                     |
| Haut-Nkam      | Bafang     | 144.786        | 958             | 151                                     |
| Hauts-Plateaux | Baham      | 80.678         | 415             | 194                                     |
| Koung-Khi      | Bandjoun   | 65.021         | 353             | 184                                     |
| Menoua         | Dschang    | 285.764        | 1380            | 207                                     |
| Mifi           | Bafoussam  | 301.456        | 402             | 750                                     |
| Ndé            | Bangangté  | 94.849         | 1524            | 62                                      |
| Noun           | Foumban    | 455.083        | 7687            | 59                                      |
| Gesamt         |            | 1.720.047      | 13.892          | 138                                     |

## RegionSud

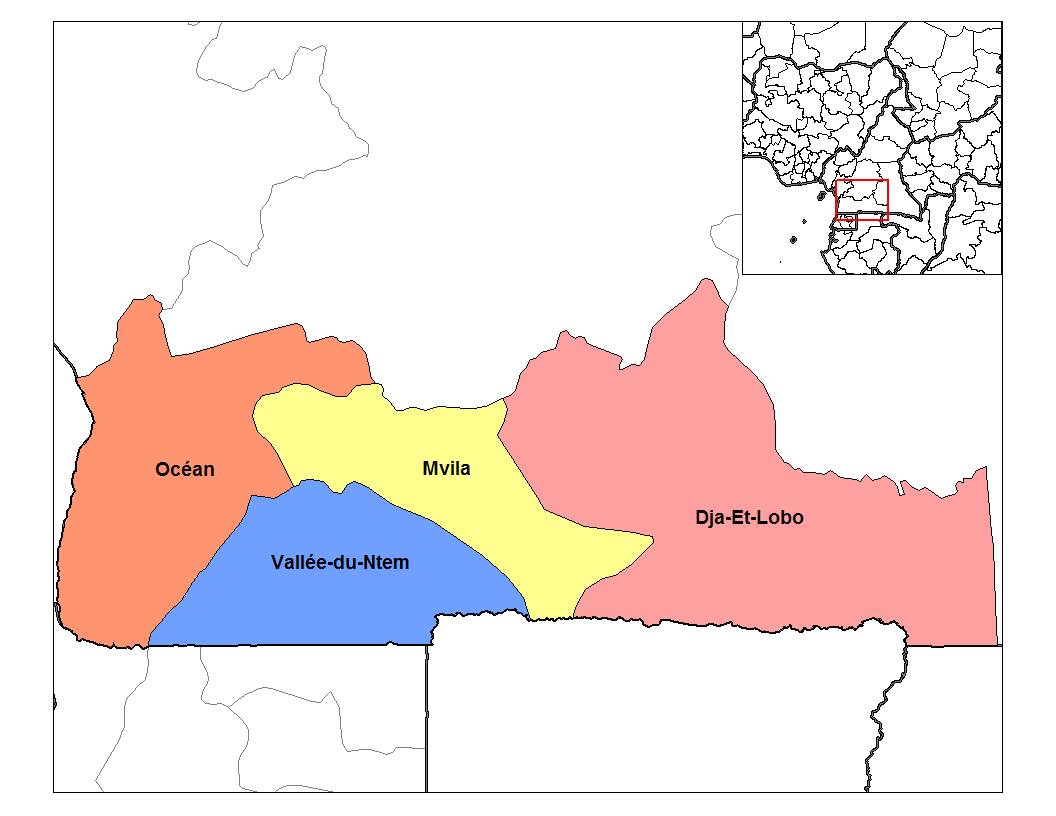
Départements der Region Süd

| Département    | Hauptstadt | Einwohner 2005 | Fläche in [km²] | Bevölkerungsdichte 2005 [Einwohner/km²] |
| -------------- | ---------- | -------------- | --------------- | --------------------------------------- |
| Dja-et-Lobo    | Sangmélima | 196.951        | 19.911          | 10                                      |
| Mvila          | Ebolowa    | 179.429        | 8697            | 21                                      |
| Océan          | Kribi      | 179.093        | 11.280          | 16                                      |
| Vallée-du-Ntem | Ambam      | 79.182         | 7303            | 11                                      |
| Gesamt         |            | 634.655        | 47.191          | 16                                      |

## RegionSud-Ouest

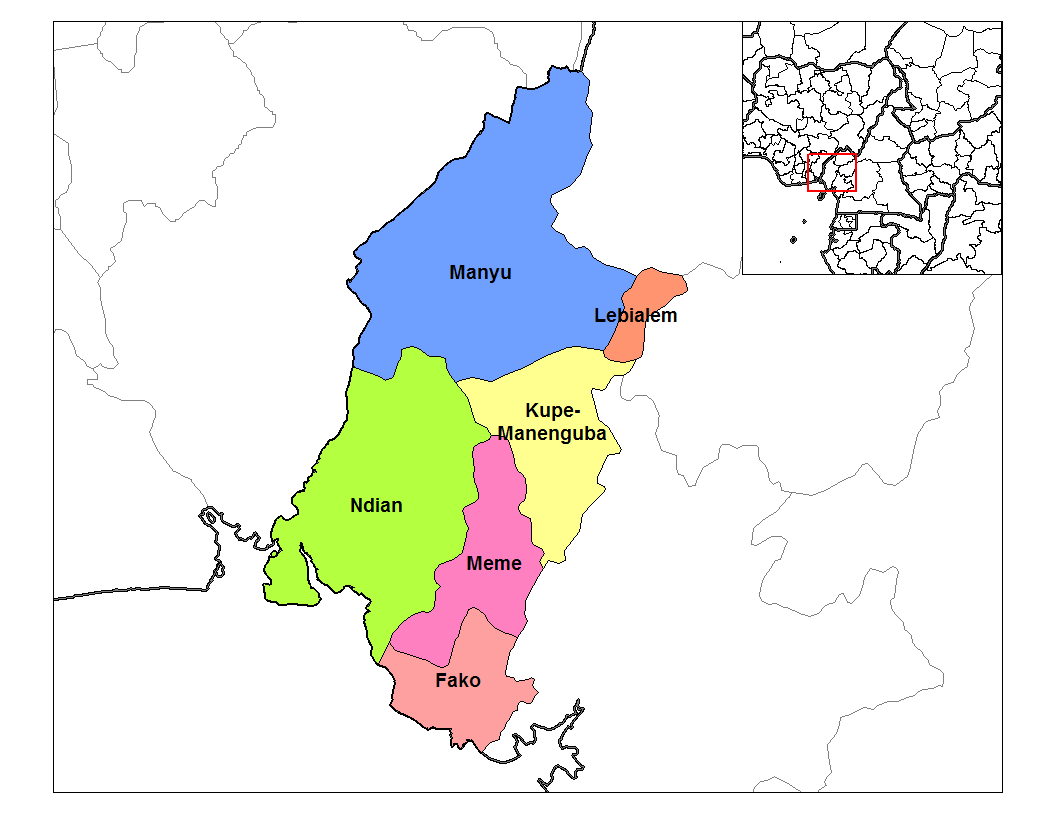
Départements der Region Südwest

| Département      | Hauptstadt | Einwohner 2005 | Fläche in [km²] | Bevölkerungsdichte 2005 [Einwohner/km²] |
| ---------------- | ---------- | -------------- | --------------- | --------------------------------------- |
| Fako             | Limbe      | 466.412        | 2093            | 223                                     |
| Koupé-Manengouba | Bangem     | 105.579        | 3404            | 31                                      |
| Lebialem         | Menji      | 113.736        | 617             | 184                                     |
| Meme             | Kumba      | 326.734        | 3105            | 105                                     |
| Manyu            | Mamfe      | 181.039        | 9565            | 19                                      |
| Ndian            | Mundemba   | 122.579        | 6626            | 19                                      |
| Gesamt           |            | 1.316.079      | 25.410          | 61                                      |